# كمين فيجسي
وقع كمين فيجسي عندما قتل مسلحون من جيش التحرير الوطني ثمانية من جنود الجيش الملكي، في وقت متأخر من بعد ظهر يوم 28 أبريل 2001 قرب فيجسي، وهي قرية في جبال آار. كان واحدا من الكمائن الأكثر فعالية للتمرد في جمهورية مقدونيا. عالم الأنثروبولوجيا فاسيليكي كتب عن «الحدث الشنيع الذي أصبح يعرف باسم مذبحة  فيجسي» وما يليها:
في 28 أبريل / نيسان قتل متمردي جيش التحرير الوطني ثمانية رجال كوماندوس من المقدونية في القوات الخاصة للجيش المقدوني، المعروف أيضاً باسم «الذئاب» (فولتشي)، في كمين بالقرب من قرية فيجسي، على بعد تسعة أميال شمال تيتوفو. ووفقاً لرواية شاهد عيان عن الجندي المقدوني الوحيد الذي تمكن من الفرار من الكمين، كان المهاجمون من الرجال الملتحين. وقد صدم القتل الرأي العام لأن المهاجمين الملتحين استخدموا السكاكين للبحث عن عيونهم وقطع آذانهم والأعضاء التناسلية للجنود المقدونيين بينما كان الجنود لا يزالون أحياء، وأثاروا مرة أخرى تساؤلات حول أصل الأشخاص الذين ارتكبوا هذه الأشياء. أعمال فظيعة. إن تشويه جثث المغاوير، إلى جانب شائعات حول جماعات المجاهدين التي تعمل في مقدونيا، حفز الناس على العمل: في مدينة بيتولا، شكل المقدونيون جماعات الدفاع عن النفس في المجتمع. وفي سكوبي، أطلق مسلحون في سيارة مارة النار على السفارة الألبانية وعلى أحد مطاعم البيتزا المملوكة من ألالبان، مما أسفر عن مقتل رجل ألباني؛ تم نهب أو حرق أعمال ومحلات الألبان وغيرهم من المسلمين في كلتا المدينتين.